# Rainer Schmidt
Rainer Schmidt född 1 augusti 1948 i Langewiesen i Ilm i Thüringen är en tysk före detta backhoppare som tävlade för Östtyskland (DDR). Han representerade SC Motor Zella-Mehlis.

## Karriär
Rainer Schmidt debuterade internationellt i tysk-österrikiska backhopparveckan 29 december 1968 i Oberstdorf. Han blev nummer 50. Hans bästa resultat i debutsäsongen i backhopparveckan (1968/1969) var en 27:e plats i Bischofshofen. Hans första pallplats i en deltävling i backhopparveckan kom i Bischofshofen 1970 då han blev tvåa. han blev nummer 5 sammanlagt i backhopparveckan 1969/1970.
Schmidt deltog i olympiska vinterspelen 1972 i Sapporo i Japan. I normalbacken låg Schmidt på en åttonde plats efter första genomkörningen. Han lyckades dock inte helt i andra omgången och slutade som nummer 15. Japan tog en trippelseger i normalbacken. I stora Ōkurayama-backen stördes tävlingen av kraftig och svårmästrad vind. Wojciech Fortuna från Polen, lyckades vinna OS-historiens jämnaste tävling med minsta möjliga marginal (0,1 poäng) före Walter Steiner från Schweiz och 0,6 poäng före Rainer Schmidt som vann bronsmedaljen.
Säsongen 1972/1973 vann Schmidt tysk-österrikiska backhopparveckan. Han vann de två första tävlingarna (i Schattenbergbacken i Oberstdorf och i Große Olympiaschanze i 
Garmisch-Partenkirchen), blev tvåa i Bergiselschanze i Innsbruck och nummer 12 i Paul-Ausserleitner-Schanze i Bischofshofen. Schmidt vann sammanlagt 16,9 poäng före landsmannen Hans-Georg Aschenbach.
Rainer Schmidt blev nummer två i VM i skidflygning 1975 i Kulm i österrikiska Bad Mitterndorf. Karel Kodejška från dåvarande Tjeckoslovakien vann tävlingen.
Schmidt avslutade sin aktiva backhoppningskarriär 1976.

## Senare karriär
Efter avslutad idrottskarriär har Schmidt varit verksam som ungdomstränare i Oberhof.